# Godda
Godda ist eine Stadt im indischen Bundesstaat Jharkhand.
Die Stadt ist Hauptort des Distrikt Godda. Godda wird als ein Nagar Panchayat verwaltet. Die Stadt ist in 29 Wards gegliedert.

## Demografie
Die Einwohnerzahl der Stadt liegt laut der Volkszählung von 2011 bei 48.480. Godda hat ein Geschlechterverhältnis von 886 Frauen pro 1000 Männer und damit einen für Indien üblichen Männerüberschuss. Die Alphabetisierungsrate lag bei 84,3 % im Jahr 2011. Knapp 76 % der Bevölkerung sind Hindus, ca. 23 % sind Muslime und ca. 1 % gehören einer anderen oder keiner Religion an. 13,9 % der Bevölkerung sind Kinder unter 6 Jahren.

## Infrastruktur
Die Stadt hat keinen eigenen Bahnhof. Der National Highway 133 (NH-133) führt durch die Stadt Godda.

## Wirtschaft
Reis, Weizen und Mais werden in der Region angebaut. Daneben gibt es eine große Kohlemine in der Umgebung.